# Teodomir (visigot)
Teodomir o Tudmir (mort el 743) fou un comte visigot del sud-est de la Bètica. Durant les darreres dècades del Regne de Toledo i durant uns anys després de la conquesta omeia d'Hispània va regnar en set ciutats del sud peninsular, tal com es menciona en el Tractat d'Oriola, segons l'historiador andalusí del segle xiii Ibn Idharí: Oriola, Blntla (Villena o València), Alacant, Mula, Bigastro, Eyya (probablement Ojós) i Llorca.
Durant el regnat conjunt d'Ègica i Vítiza, una flota romana d'Orient, que podria ser part de l'expedició de Lleonci II per alliberar Cartago del setge àrab del 697, va atacar el sud de la península Ibèrica i fou rebutjada per Teodomir.
Després de la mort del rei Roderic en la batalla de Guadalete va resistir els invasors àrabs i amazics, però finalment fou derrotat per Abd-al-Aziz ibn Mussa ibn Nussayr, amb qui va fer les paus amb el Tractat de Teodomir, signat a l'abril del 713 i confirmat a Bagdad pel mateix califa, a qui Tudmir va anar a veure. El va succeir al govern de la Cora de Tudmir el seu fill Atanagild.